# De Rosen

Wapen van de familie de Rosen

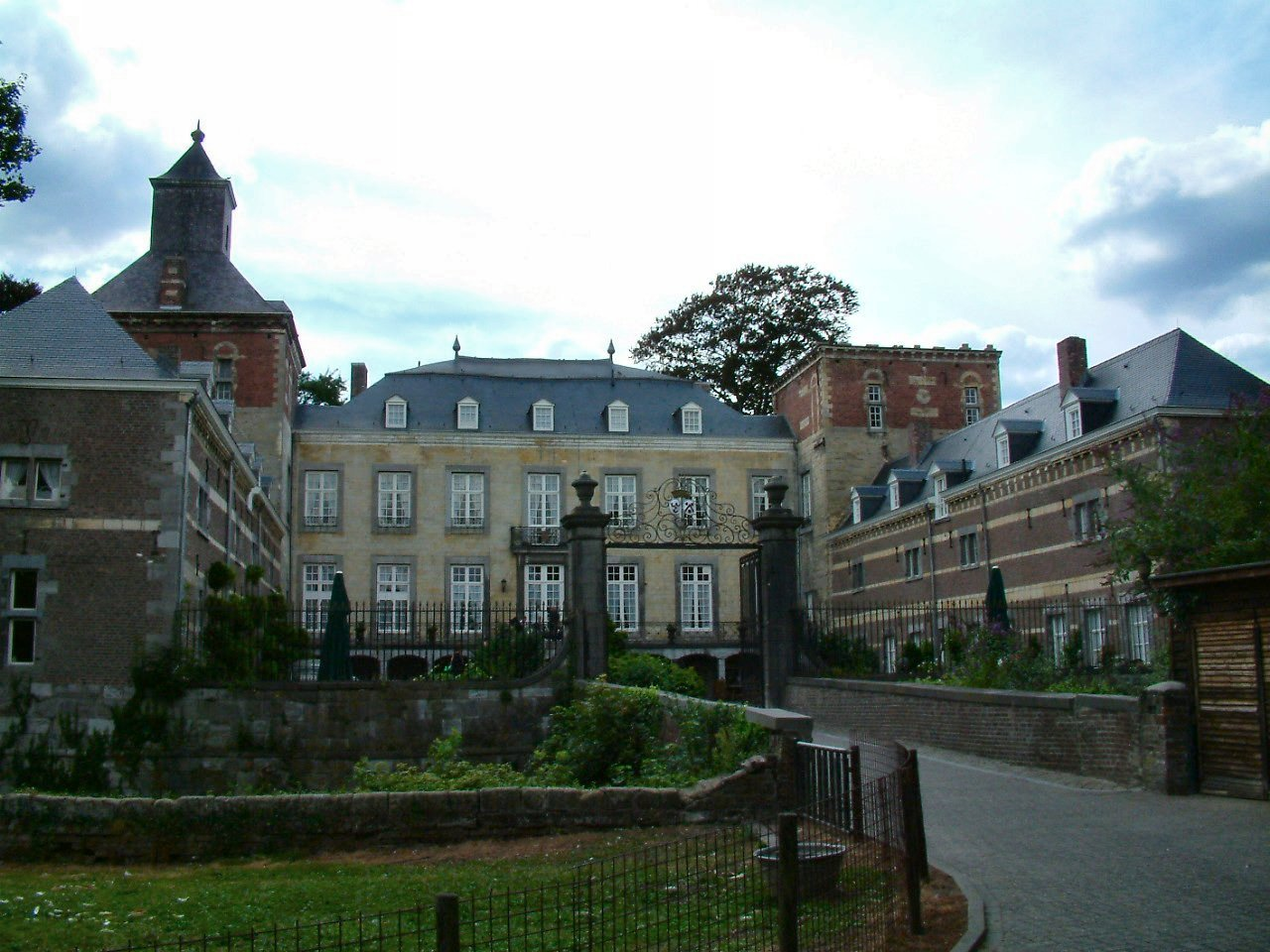
Kasteel Borgharen

De Rosen (ook: De Rosen de Borgharen) is een geslacht van oude Zuid-Nederlandse adel uit het prinsbisdom Luik, waarvan leden sinds 1816 tot de Nederlandse adel en tot de Belgische adel behoren.

## Geschiedenis
De stamreeks begint met Pierre Rosen, die vanaf 1520 burger was van de stad Luik. 
In 1680 verleende keizer Leopold I verheffing in de adel van het Heilige Roomse Rijk aan Jean de Rosen. In 1698 verleende hij de riddertitel, overdraagbaar op alle mannelijke afstammelingen, aan Jean-Pierre de Rosen (die als vrijgezel stierf) en aan zijn broer Michel-Henri de Rosen, heer van Borgharen, Repen, Engis enz., getrouwd met barones Marie-Louise van der Heyden. In 1703 verhief hij ze allebei tot baron van het Heilige Roomse Rijk, overdraagbaar op alle afstammelingen. Op 16 februari 1816 werd Charles Servais de Rosen, heer van Borgharen (1746-1828) bij Koninklijk Besluit benoemd in de ridderschap met homologatie van de titel van baron; de Nederlandse tak van het geslacht stierf in 1910 uit.

## Erkende adel vanaf 1816
- Charles Servais baron de Rosen, heer van Borgharen (Luik, 3 juli 1746 - 2 mei 1828), zoon van Michel-Henri (zie hierboven) werd in 1816, ten tijde van het Verenigd Koninkrijk der Nederlanden, benoemd in de Ridderschap, eerst van de provincie Limburg, vervolgens van Luik. Hij werd lid van de Provinciale Staten van Luik. Hij trouwde in 1768 met Marie-Louise van Buel (1750-1809) en ze kregen tien kinderen: vijf dochters die adellijk trouwden en vijf zoons, van wie er vier voor afstammelingen de Rosen zorgden.
  - Hyacinthe de Rosen (1773-1850) trouwde met Hélène de Grady de Bellaire (1780-1868), dochter van het lid van de Tweede Kamer ridder Albert de Bellaire. Ze hadden twee dochters.
  - Georges de Rosen (1778-1868), begon aan een carrière bij de Luikse geestelijkheid, maar verzaakte eraan en trouwde in 1808 met Françoise de Valensart. Ze vestigden zich in Maastricht, daarna in Beek. Hij bleef in 1830 trouw aan Nederland, de zes kinderen uit dit huwelijk namen de Nederlandse nationaliteit aan en werden ingeschreven in de Nederlandse adel. De familie stierf uit in 1895, bij de dood van Georges de Rosen (1849-1895), burgemeester van Schaesberg. De vrouwelijke naamdraagsters verdwenen in 1910.
  - Conrard de Rosen de Borgharen (1779-1852) trouwde met Fulvie Mincé du Fontbaré (1792-1860). Ze hadden vier zoons, van wie drie voor nakomelingen zorgden.
    - Alfred de Rosen (1819-1890) trouwde met Marie-Adelaïde de Warzée d'Hermalle (1834-1910). Ze hadden zes kinderen, maar in 1986 overleed de laatste afstammeling.
    - Emile de Rosen de Borgharen (1821-1895) trouwde met Julie de Sauvage Vercour (1821-1887). Ze hebben afstammelingen tot heden.
    - Edmond de Rosen (1827-1902) trouwde met gravin Emilie de Liedekerke Beauffort (1824-1890) en in tweede huwelijk met de bijna vijftig jaar jongere Philippine Vandenborre (1876-1932). Deze tak doofde uit bij de dood van zijn zoon Edmond de Rosen (1899-1924).

  - Charles Lambert de Rosen (1787-1858) trouwde met Agnès de Saren (1791-1814) en in tweede huwelijk met Marie van der Maesen (1790-1868). In de Franse tijd was hij maire van Strée en onder het Verenigd Koninkrijk der Nederlanden schepen van Tongeren. Enigszins verwonderlijk werd hij, nadat zijn vader in februari 1816 in de adel erkend was, afzonderlijk met de baronstitel bevestigd en benoemd in de Ridderschap van Limburg. Het ene en het andere waren eigenlijk overbodig, gezien hij begrepen was in de erkenning die in februari 1816 zijn vader was te beurt gevallen. Hij had een dochter uit het eerste huwelijk en uit het tweede huwelijk twee zoons en twee dochters. Deze familietak doofde uit bij het overlijden van zijn kleinzoon Charles de Rosen (1843-1920).